# Der letzte Zug von Gun Hill
Der letzte Zug von Gun Hill ist ein Western von John Sturges aus dem Jahr 1959 mit Kirk Douglas und Anthony Quinn in den Hauptrollen. Er basiert auf der Erzählung Showdown von Les Crutchfield. Deutschland-Premiere hatte der Filmklassiker am 19. Februar 1960.

## Handlung
Matt Morgan ist US-Marshal in einer friedlichen Kleinstadt und mit einer Indianerin verheiratet, mit der er einen Sohn hat, den neunjährigen Petey. Mutter und Sohn werden eines Tages von zwei Cowboys überfallen, die Mrs. Morgan vergewaltigen wollen. Petey kann mit einem Pferd der Männer zu seinem Vater fliehen. Als der am Tatort eintrifft, ist seine Frau bereits tot. Es gibt zwei Hinweise: Petey hat beobachtet, dass einer der Täter von der Mutter mit der Peitsche im Gesicht schwer verletzt wurde, und das von Petey genommene Pferd trägt einen seltenen, kostbaren Sattel mit den Initialen CB. Morgan weiß, wem der Sattel gehört: seinem alten Freund Craig Belden, mit dem er einst zusammengearbeitet hat.
Matt macht sich mit dem Zug auf den Weg nach Gun Hill, wo Belden zu einem reichen und mächtigen Rancher geworden ist. Er bringt Belden den Sattel zurück und konfrontiert ihn mit dem Geschehenen. Der entsetzte Belden muss erkennen, dass sein Sohn Rick beteiligt war, denn er trägt eine tiefe Narbe im Gesicht. Der andere Verdächtige ist demnach dessen Freund Lee Smithers.
Für Belden ist die Freundschaft zu Matt Morgan beendet; denn obwohl er die Tat verabscheut und Morgans Handeln nachvollzieht, will er nicht zulassen, dass der Marshal seinen einzigen Sohn und Alleinerben mitnehmen und vor Gericht stellen will. Morgan indes ist entschlossen, mit dem letzten Zug und mit Rick Gun Hill zu verlassen. Er kehrt in die Stadt zurück, kann Rick dort durch einen Glücksfall festnehmen und verschanzt sich mit ihm in einem Hotelzimmer. Belden ist mit seinen Männern Morgan hinterhergeritten, um Rick zu befreien. Es kommt zu Schusswechseln, bei denen Morgan einige Männer von Belden tötet.
Auf Unterstützung kann Morgan in Gun Hill nicht zählen, da alle, den Sheriff eingeschlossen, unter Beldens Macht stehen.
Nur dessen frühere Geliebte Linda, die mit Morgan zusammen mit dem Zug in Gun Hill eingetroffen ist und ihn insgeheim bewundert, ist von Ricks Tat so angewidert, dass sie Morgan hilft, indem sie ein Gewehr in sein Hotelzimmer schmuggelt.
Kurz vor dem Abfahrtstermin des Zuges setzt der betrunkene Lee das Hotel in Brand, um Morgan herauszuzwingen, doch dieser kann das Gebäude unbeschadet mit seinem Gefangenen verlassen. Morgan sichert sich seinen Weg zum Bahnhof, indem er Rick als Geisel benutzt. Belden muss seine Männer daher zurückhalten. Als der Zug einfährt, versucht Lee, seinen Freund Rick zu befreien. Es kommt zu einem Schusswechsel, bei dem Lee versehentlich Rick erschießt und dann von Morgan getötet wird. Belden fordert Morgan daraufhin zum Duell und wird auch tödlich getroffen. Mit seinen letzten Worten fordert er Morgan auf, aus dessen Sohn Petey einen richtigen Mann zu machen. Morgan verlässt die Stadt allein.

## Synchronisation
Die deutsche Fassung entstand in den Studios der Berliner Synchron GmbH. Das Dialogbuch schrieb Fritz A. Koeniger. Die Dialogregie übernahm Volker Becker. Einige Szenen wurden später neu- bzw. nachsynchronisiert. Dafür erhielten Earl Holliman und Anthony Quinn neue Sprecher. Letzterer wird deshalb von gleich drei unterschiedlichen Sprechern synchronisiert.
| Darsteller      | Rolle               | Synchronsprecher            |
| --------------- | ------------------- | --------------------------- |
| Kirk Douglas    | Marshal Matt Morgan | Arnold Marquis              |
| Anthony Quinn   | Craig Belden        | Gerhard Geisler             |
| Anthony Quinn   | Craig Belden        | Lutz Riedel {Nachsynchro}   |
| Anthony Quinn   | Craig Belden        | Erich Räuker {Neue Szenen}  |
| Carolyn Jones   | Linda               | Agi Prandhoff               |
| Earl Holliman   | Rick Belden         | Wolfgang Gruner             |
| Earl Holliman   | Rick Belden         | Gerrit Hamann {Nachsynchro} |
| Brian G. Hutton | Lee Smithers        | n.n.                        |
| Brad Dexter     | Beero, Handlanger   | Hans Wiegner                |
| Bing Russell    | Skag, Handlanger    | Peter Schiff                |
| Ziva Rodann     | Catherine Morgan    | n.n.                        |
| Val Avery       | Steve, Barkeeper    | Werner Lieven               |
| Walter Sande    | Sheriff Bartlett    | Kurt Waitzmann              |
| John Anderson   | Geschäftsmann       | Dietrich Frauboes           |
| Robin Warga     | Junge               | Helo Gutschwager            |

## Produktionsnotizen
- Gedreht wurde der Film in Vistavision und Technicolor und nahezu dem gleichen technischen Stab, mit dem Wallis und Sturges ein Jahr zuvor den Western Zwei rechnen ab hergestellt hatten.
- Drehort für die Außenaufnahmen war Tucson, Arizona.
- Drehbuchautor Poe gewann 1957 einen Oscar für In 80 Tagen um die Welt; Kameramann Lang war schon 1934 für In einem andern Land ausgezeichnet worden, Art Director Hal Pereira 1956 für Die tätowierte Rose, sein Kollege Walter H. Tyler 1951 für Samson und Delilah. Set-Dekorateur Sam Comer kam sogar mit vier Statuetten ans Set (1946, zweimal 1951, 1956).
- Mit bereits drei Oscars war Komponist Tiomkin erschienen: 1953 wurde er zweimal geehrt (für die beste Musik und den besten Song), 1955 einmal; ein weiterer Oscar kam 1959 hinzu. Set-Dekorateur Ray Moyer gewann 1951 zwei Oscars, ein weiterer folgte 1964.
- Für die Kostüme war die achtfach oscarprämierte Edith Head zuständig, für die Spezialeffekte Farciot Edouart, der zwei Oscars gewann und mit sieben Spezial- und Ehren-Oscars geehrt wurde. Edouarts Kollege John P. Fulton konnte ebenfalls drei Oscars gewinnen.

## Kritiken
„Hervorragend gespielter und inszenierter Star-Western mit beachtlicher Spannung, dessen wirkungsvolle Inszenierung besticht.“

„Spannender Edelwestern, für Erwachsene sehenswert.“

## Auszeichnungen
Anthony Quinn war 1960 als Top Action Performer für den Golden Laurel nominiert. Er belegte den vierten Platz.